# ديان هوستون
ديان هوستون (بالإنجليزية: Dianne Houston)‏ هي كاتبة سيناريو ومخرجة أمريكية، ولدت في 22 يوليو 1954 في واشنطن العاصمة في الولايات المتحدة.

## وصلات خارجية
- ديان هوستون على موقع IMDb (الإنجليزية)
- ديان هوستون على موقع ألو سيني (الفرنسية)
- ديان هوستون على موقع أول موفي (الإنجليزية)
- ديان هوستون على موقع قاعدة بيانات الأفلام السويدية (السويدية)
- ديان هوستون على موقع قاعدة بيانات الفيلم (الإنجليزية)
- ديان هوستون على موقع كينوبويسك (الروسية)